# Cannonville

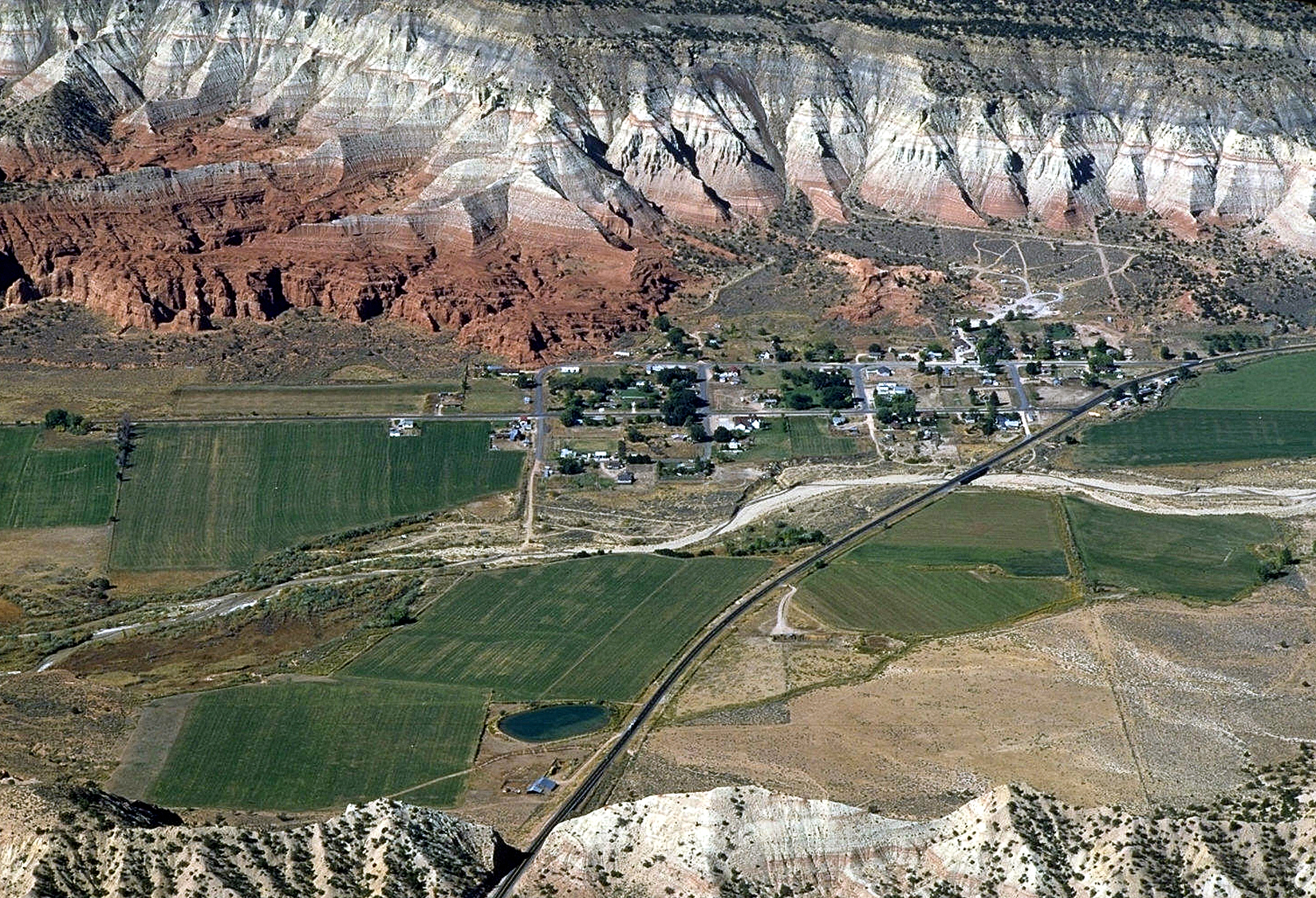
Cannonville widziane z lotu ptaka

Cannonville – miasto w hrabstwie Garfield w stanie Utah w Stanach Zjednoczonych. Według spisu ludności w 2000 roku liczyło 148 mieszkańców.
Miasto położone jest pomiędzy Parkiem Narodowym Bryce Canyon i parkiem stanowym Kodachrome Basin. Przebiega przez nie również droga widokowa Scenic Byway 12.